# Santiago Solari
Santiago Hernán Solari  Poggio (Rosario, 7 ottobre 1976) è un dirigente sportivo, allenatore di calcio ed ex calciatore argentino, di ruolo centrocampista, direttore dell'Area Professionale del Real Madrid.

## Biografia
È fratello dei calciatori Esteban e David e della modella Liz.

## Carriera

### Giocatore

#### Club
Di origini italiane (liguri), ma in possesso di passaporto spagnolo, esordì nella massima categoria del suo paese con il Newell's Old Boys, passando poi al Renato Cesarini e successivamente al River Plate. Come lo zio, il calciatore Jorge Solari, Santiago veniva soprannominato El Indiecito ("l'Indianino"), mentre in Spagna sarà chiamato anche El Principito ("Il Principino").
Nel 1999 fu ingaggiato dall'Atlético Madrid, dove restò per due anni. Passò poi al Real Madrid per 3,5 milioni di euro, su raccomandazione del cugino, Fernando Redondo. La prima stagione non fu affatto semplice, a causa di problemi respiratori, ma nel 2002 vinse la UEFA Champions League e la Coppa Intercontinentale. Con la camiseta blanca realizza 20 reti in 184 partite, ritagliandosi un discreto spazio nel Real dei Galacticos.
Nell'estate 2005 approda all'Inter, venendo seguito dagli ex compagni di squadra Samuel e Luís Figo. Durante l'esperienza in nerazzurro l'argentino conosce un esiguo utilizzo da titolare, complice anche la nutrita concorrenza in mediana. In tre stagioni si aggiudica comunque altrettanti campionati, cui si aggiungono una Coppa Italia e due Supercoppe italiane.
Il 26 agosto 2008 firma un contratto annuale con gli argentini del San Lorenzo. Disputa 26 partite (segnando 4 gol), compresi i play-off per il titolo con Boca e Tigre.
Il 15 luglio 2009 si trasferisce in Messico all'Atlante, firmando un contratto biennale. Segna 5 reti in 33 gare, con 3 presenze al Mondiale per club.
Il 2 settembre 2010 passa a titolo definitivo al Peñarol. Il 4 dicembre successivo decide di ritirarsi dall'attività agonistica, dopo aver disputato il torneo di Apertura.
Complessivamente, ha disputato 461 partite con squadre di club, segnando 57 gol.

#### Nazionale
Conta 11 presenze nella Nazionale maggiore argentina, con la quale ha segnato 1 gol. L'esordio con la nazionale del suo Paese avviene nel novembre del 1999 nella partita  contro la Spagna, nella quale entra all'80º minuto. L'unica rete siglata in nazionale arriva alla seconda partita, l'unica giocata per intero, valida per la Reebok Cup contro il Messico. L'ultima apparizione con l'Albiceleste è in una delle gare valevoli per le qualificazioni ai Mondiali 2006, quella contro il Venezuela vinta dagli argentini col risultato di 3-2.

### Allenatore

#### Esordi e Real Madrid Castilla
Il 25 giugno 2013 entra nello staff del Real Madrid come allenatore della formazione Cadete B. Il 6 luglio 2014 passa ad allenare la selezione Cadete A. Il 24 luglio 2015 passa ad allenare la formazione Juvenil B. Il 5 gennaio 2016 passa ad allenare la formazione Juvenil A.
Il 23 giugno 2016 sostituisce Luis Miguel Ramis alla guida del Real M. Castilla, in terza divisione. Al primo anno porta la squadra all'undicesimo posto e al secondo all'ottavo.

#### Real Madrid
Il 29 ottobre 2018 è promosso allenatore ad interim della prima squadra, a seguito dell’esonero di Julen Lopetegui. Esordisce vincendo in Coppa del Re contro il Melilla (4-0); seguono le vittorie in campionato contro il Real Valladolid (2-0) e in Champions League contro il Viktoria Plzeň (5-0). I buoni risultati conseguiti convincono la dirigenza madrilena a rinnovargli il contratto fino al 2021. La prima sconfitta arriva in campionato contro l'Eibar (0-3). Il 22 dicembre, guidando il Real Madrid alla vittoria contro l'Al Ain per 4-1, Solari conquista la Coppa del mondo per club FIFA e festeggia il primo trofeo da allenatore.
I primi mesi del 2019 si rivelano però difficili: nel giro di sei giorni a cavallo tra febbraio e marzo, la squadra esce anzitempo dalla Coppa del Re (0-3 con il Barcellona), dalla lotta per il campionato (0-1 sempre con il Barcellona), e dalla Champions League (1-4 con l’Ajax). L'11 marzo viene quindi sollevato dall'incarico e sostituito da Zinédine Zidane.

#### Club América
Il 29 dicembre 2020 viene nominato nuovo tecnico dell'América, club messicano militante nella Liga MX. Giunge secondo nel campionato messicano di Clausura 2021, per poi uscire ai quarti di finale della poule scudetto (la Liguilla), mentre nella CONCACAF Champions League 2021 arriva in finale, persa contro il Monterrey. L'esperienza messicana termina nel marzo del 2022 con l'esonero.

#### Ritorno al Real Madrid
Nel novembre del 2022 torna al Real Madrid nelle vesti di direttore dell'Area Professionale.

## Statistiche

### Presenze e reti nei club
| Stagione               | Squadra                | Campionato             | Campionato | Campionato | Coppe nazionali | Coppe nazionali | Coppe nazionali | Coppe continentali | Coppe continentali | Coppe continentali | Altre coppe | Altre coppe | Altre coppe | Totale | Totale |
| Stagione               | Squadra                | Comp                   | Pres       | Reti       | Comp            | Pres            | Reti            | Comp               | Pres               | Reti               | Comp        | Pres        | Reti        | Pres   | Reti   |
| ---------------------- | ---------------------- | ---------------------- | ---------- | ---------- | --------------- | --------------- | --------------- | ------------------ | ------------------ | ------------------ | ----------- | ----------- | ----------- | ------ | ------ |
| 1994-1995              | Newell's Old Boys      | PD                     | 0          | 0          | -               | -               | -               | -                  | -                  | -                  | -           | -           | -           | 0      | 0      |
| 1995-1996              | Renato Cesarini        | PBN                    | 9          | 1          | -               | -               | -               | -                  | -                  | -                  | -           | -           | -           | 9      | 1      |
| 1996-1997              | River Plate            | PD                     | 24         | 2          | -               | -               | -               | CL                 | 1                  | 0                  | RS+CInt     | 0           | 0           | 25     | 2      |
| 1997-1998              | River Plate            | PD                     | 27         | 6          | -               | -               | -               | CL                 | 9                  | 1                  | -           | -           | -           | 36     | 7      |
| 1998-gen. 1999         | River Plate            | PD                     | 16         | 5          | -               | -               | -               | -                  | -                  | -                  | -           | -           | -           | 16     | 5      |
| Totale River Plate     | Totale River Plate     | Totale River Plate     | 67         | 13         |                 | -               | -               |                    | 10                 | 1                  |             | 0           | 0           | 77     | 14     |
| gen.-giu. 1999         | Atlético Madrid        | PD                     | 12         | 1          | CR              | 3               | 0               | CU                 | 1                  | 0                  | -           | -           | -           | 16     | 1      |
| 1999-2000              | Atlético Madrid        | PD                     | 34         | 6          | CR              | 4               | 0               | CU                 | 7                  | 0                  | -           | -           | -           | 45     | 6      |
| Totale Atletico Madrid | Totale Atletico Madrid | Totale Atletico Madrid | 46         | 7          |                 | 7               | 0               |                    | 8                  | 0                  |             | -           | -           | 61     | 7      |
| 2000-2001              | Real Madrid            | PD                     | 14         | 4          | CR              | 1               | 0               | UCL                | 10                 | 1                  | SU+CInt     | 0           | 0           | 25     | 1      |
| 2001-2002              | Real Madrid            | PD                     | 28         | 1          | CR              | 9               | 0               | UCL                | 14                 | 4                  | SS          | 2           | 0           | 53     | 5      |
| 2002-2003              | Real Madrid            | PD                     | 28         | 0          | CR              | 3               | 1               | UCL                | 11                 | 0                  | SU+CInt     | 1+1         | 0           | 44     | 1      |
| 2003-2004              | Real Madrid            | PD                     | 34         | 5          | CR              | 9               | 2               | UCL                | 9                  | 2                  | SS          | 0           | 0           | 52     | 9      |
| 2004-2005              | Real Madrid            | PD                     | 27         | 3          | CR              | 2               | 2               | UCL                | 5                  | 0                  | -           | -           | -           | 34     | 5      |
| Totale Real Madrid     | Totale Real Madrid     | Totale Real Madrid     | 131        | 13         |                 | 24              | 5               |                    | 49                 | 7                  |             | 4           | 0           | 208    | 25     |
| 2005-2006              | Inter                  | A                      | 13         | 3          | CI              | 7               | 2               | UCL                | 6                  | 0                  | SI          | 0           | 0           | 26     | 5      |
| 2006-2007              | Inter                  | A                      | 21         | 1          | CI              | 5               | 0               | UCL                | 4                  | 0                  | SI          | 0           | 0           | 30     | 1      |
| 2007-2008              | Inter                  | A                      | 5          | 0          | CI              | 5               | 1               | UCL                | 5                  | 0                  | SI          | 0           | 0           | 15     | 1      |
| Totale Inter           | Totale Inter           | Totale Inter           | 39         | 4          |                 | 17              | 3               |                    | 15                 | 0                  |             | -           | -           | 71     | 7      |
| 2008-2009              | San Lorenzo            | PD                     | 26         | 4          | -               | -               | -               | CL                 | 3                  | 0                  | -           | -           | -           | 29     | 4      |
| 2009-2010              | Atlante                | PD                     | 29         | 4          | -               | -               | -               | -                  | -                  | -                  | Cmc+IL      | 3+2         | 0           | 34     | 4      |
| 2010-2011              | Atlante                | PD                     | 4          | 1          | -               | -               | -               | -                  | -                  | -                  | -           | -           | -           | 4      | 1      |
| Totale Atlante         | Totale Atlante         | Totale Atlante         | 33         | 5          |                 | -               | -               |                    | -                  | -                  |             | 5           | 0           | 38     | 5      |
| 2010-2011              | Peñarol                | PD                     | 9          | 0          | -               | -               | -               | CS                 | 2                  | 0                  | -           | -           | -           | 11     | 0      |
| Totale carriera        | Totale carriera        | Totale carriera        | 360        | 47         |                 | 48              | 8               |                    | 87                 | 8                  |             | 9           | 0           | 504    | 63     |

### Cronologia presenze e reti in nazionale
| Cronologia completa delle presenze e delle reti in nazionale ― Argentina | Cronologia completa delle presenze e delle reti in nazionale ― Argentina | Cronologia completa delle presenze e delle reti in nazionale ― Argentina | Cronologia completa delle presenze e delle reti in nazionale ― Argentina | Cronologia completa delle presenze e delle reti in nazionale ― Argentina | Cronologia completa delle presenze e delle reti in nazionale ― Argentina | Cronologia completa delle presenze e delle reti in nazionale ― Argentina | Cronologia completa delle presenze e delle reti in nazionale ― Argentina |
| Data                                                                     | Città                                                                    | In casa                                                                  | Risultato                                                                | Ospiti                                                                   | Competizione                                                             | Reti                                                                     | Note                                                                     |
| ------------------------------------------------------------------------ | ------------------------------------------------------------------------ | ------------------------------------------------------------------------ | ------------------------------------------------------------------------ | ------------------------------------------------------------------------ | ------------------------------------------------------------------------ | ------------------------------------------------------------------------ | ------------------------------------------------------------------------ |
| 17-11-1999                                                               | Siviglia                                                                 | Spagna                                                                   | 0 – 2                                                                    | Argentina                                                                | Amichevole                                                               | -                                                                        | 80’                                                                      |
| 20-12-2000                                                               | Los Angeles                                                              | Argentina                                                                | 2 – 0                                                                    | Messico                                                                  | Amichevole (Reebok Cup)                                                  | 1                                                                        |                                                                          |
| 27-3-2002                                                                | Ginevra                                                                  | Argentina                                                                | 2 – 2                                                                    | Camerun                                                                  | Amichevole                                                               | -                                                                        | 89’                                                                      |
| 17-4-2002                                                                | Stoccarda                                                                | Germania                                                                 | 0 – 1                                                                    | Argentina                                                                | Amichevole                                                               | -                                                                        | 62’                                                                      |
| 20-11-2002                                                               | Saitama                                                                  | Giappone                                                                 | 0 – 2                                                                    | Argentina                                                                | Amichevole                                                               | -                                                                        | 83’                                                                      |
| 12-2-2003                                                                | Amsterdam                                                                | Paesi Bassi                                                              | 1 – 0                                                                    | Argentina                                                                | Amichevole                                                               | -                                                                        | 81’                                                                      |
| 30-4-2003                                                                | Tripoli                                                                  | Libia                                                                    | 1 – 3                                                                    | Argentina                                                                | Amichevole                                                               | -                                                                        | 46’                                                                      |
| 8-6-2003                                                                 | Osaka                                                                    | Giappone                                                                 | 1 – 4                                                                    | Argentina                                                                | Kirin Cup 2003                                                           | -                                                                        | 75’                                                                      |
| 11-6-2003                                                                | Seul                                                                     | Corea del Sud                                                            | 0 – 1                                                                    | Argentina                                                                | Amichevole                                                               | -                                                                        | 82’                                                                      |
| 28-4-2004                                                                | Casablanca                                                               | Marocco                                                                  | 0 – 1                                                                    | Argentina                                                                | Amichevole                                                               | -                                                                        | 46’                                                                      |
| 17-11-2004                                                               | Buenos Aires                                                             | Argentina                                                                | 3 – 2                                                                    | Venezuela                                                                | Qual. Mondiali 2006                                                      | -                                                                        | 65’                                                                      |
| Totale                                                                   |                                                                          | Presenze                                                                 | 11                                                                       |                                                                          | Reti                                                                     | 1                                                                        |                                                                          |

### Statistiche da allenatore
Statistiche aggiornate al 10 marzo 2019.
| Stagione                | Squadra                 | Campionato              | Campionato | Campionato | Campionato | Campionato | Coppe nazionali | Coppe nazionali | Coppe nazionali | Coppe nazionali | Coppe nazionali | Coppe continentali | Coppe continentali | Coppe continentali | Coppe continentali | Coppe continentali | Altre coppe | Altre coppe | Altre coppe | Altre coppe | Altre coppe | Totale | Totale | Totale | Totale | % Vittorie | Piazzamento            |
| Stagione                | Squadra                 | Comp                    | G          | V          | N          | P          | Comp            | G               | V               | N               | P               | Comp               | G                  | V                  | N                  | P                  | Comp        | G           | V           | N           | P           | G      | V      | N      | P      | %          | Piazzamento            |
| ----------------------- | ----------------------- | ----------------------- | ---------- | ---------- | ---------- | ---------- | --------------- | --------------- | --------------- | --------------- | --------------- | ------------------ | ------------------ | ------------------ | ------------------ | ------------------ | ----------- | ----------- | ----------- | ----------- | ----------- | ------ | ------ | ------ | ------ | ---------- | ---------------------- |
| 2016-2017               | Real M. Castilla        | SBD                     | 38         | 13         | 12         | 13         | -               | -               | -               | -               | -               | -                  | -                  | -                  | -                  | -                  | -           | -           | -           | -           | -           | 38     | 13     | 12     | 13     | 34,21      | 11º                    |
| 2017-2018               | Real M. Castilla        | SBD                     | 38         | 14         | 13         | 11         | -               | -               | -               | -               | -               | -                  | -                  | -                  | -                  | -                  | -           | -           | -           | -           | -           | 38     | 14     | 13     | 11     | 36,84      | 8º                     |
| set.-ott. 2018          | Real M. Castilla        | SBD                     | 10         | 5          | 4          | 1          | -               | -               | -               | -               | -               | -                  | -                  | -                  | -                  | -                  | -           | -           | -           | -           | -           | 10     | 5      | 4      | 1      | 50,00      | Prom. in prima squadra |
| Totale Real M. Castilla | Totale Real M. Castilla | Totale Real M. Castilla | 86         | 32         | 29         | 25         |                 | -               | -               | -               | -               |                    | -                  | -                  | -                  | -                  |             | -           | -           | -           | -           | 86     | 32     | 29     | 25     | 37,21      |                        |
| ott. 2018-mar. 2019     | Real Madrid             | PD                      | 17         | 12         | 1          | 4          | CR              | 8               | 5               | 1               | 2               | UCL                | 5                  | 3                  | 0                  | 2                  | Cmc         | 2           | 2           | 0           | 0           | 32     | 22     | 2      | 8      | 68,75      | Sub., Eson.            |
| gen.-mag. 2021          | América                 | PD                      | 17+2       | 12+1       | 2          | 3+1        | -               | -               | -               | -               | -               | CCL                | 4                  | 2                  | 1                  | 1                  | -           | -           | -           | -           | -           | 23     | 15     | 3      | 5      | 65,22      | Sub, 2°                |
| 2021-mar. 2022          | América                 | PD                      | 25+2       | 11         | 8+1        | 6+1        | -               | -               | -               | -               | -               | CCL                | 3                  | 2                  | 0                  | 1                  | -           | -           | -           | -           | -           | 30     | 13     | 9      | 8      | 43,33      | Eson                   |
| Totale Club America     | Totale Club America     | Totale Club America     | 42+4       | 23+1       | 10+1       | 9+2        |                 | -               | -               | -               | -               |                    | 7                  | 4                  | 1                  | 2                  |             | -           | -           | -           | -           | 53     | 28     | 12     | 13     | 52,83      |                        |
| Totale carriera         | Totale carriera         | Totale carriera         | 149        | 68         | 41         | 40         |                 | 8               | 5               | 1               | 2               |                    | 12                 | 7                  | 1                  | 4                  |             | 2           | 2           | 0           | 0           | 171    | 82     | 43     | 46     | 47,95      |                        |

## Palmarès

### Giocatore

#### Competizioni nazionali
- Campionato argentino: 3

River Plate: Apertura 1996, Clausura 1997, Apertura 1997
- Campionato spagnolo: 2

Real Madrid: 2000-2001, 2002-2003
- Supercoppa di Spagna: 2

Real Madrid: 2001, 2003
- Campionato italiano: 3

Inter: 2005-2006, 2006-2007, 2007-2008
- Coppa Italia: 1

Inter: 2005-2006
- Supercoppa italiana: 2

Inter: 2005, 2006

#### Competizioni internazionali
- Coppa Libertadores: 1

River Plate: 1996
- Supercoppa Sudamericana: 1

River Plate: 1997
- UEFA Champions League: 1

Real Madrid: 2001-2002
- Supercoppa UEFA: 1

Real Madrid: 2002
- Coppa Intercontinentale: 1

Real Madrid: 2002

### Allenatore
- Coppa del mondo per club: 1

Real Madrid: 2018